# Ramón "Moncho" Colón Torres
Ramón “Moncho” Colón Torres (Helechal, Barranquitas, 4 de abril de 1910 - 3 de abril de 1999), conocido como Don Moncho, fue un precursor del cooperativismo en Puerto Rico. 
Presidió la Comisión de Antigonish, la cual se encargó de estudiar el movimiento cooperativo de ese lugar del Canadá. 
Colón Torres viabilizó la creación de la Ley General de Cooperativas en Puerto Rico, y fue el primer Secretario de Agricultura del Estado Libre Asociado de Puerto Rico. Este barranquiteño veía en el cooperativismo una potencial herramienta para generar actividad económica a la par de iniciativas de justicia social.

## Infancia y preparación académica
Nacido en cuna de clase trabajadora, fue con el apoyo del juez Luis Samalea Iglesias que logró realizar estudios superiores y universitarios. En 1933 se graduó con altos honores de agrónomo en el Colegio Universitario de Mayagüez. Laboró y más adelante dirigió la Oficina de Extensión Agrícola de Jayuya, donde realizó investigaciones sobre la producción agraria en fincas pequeñas. En 1939 culminó una maestría en economía agraria en la Universidad Cornell y comenzó su doctorado, que no logró terminar por problemas personales que le hicieron regresar a Puerto Rico.

## Desarrollo en el cooperativismo y agencias gubernamentales
Se desempeñó como economista en la Estación Experimental de la Universidad de Puerto Rico. En 1943 tomó el puesto de director del Departamento de Economía en la universidad. Su conocimiento y las investigaciones realizadas en el campo de la agricultura le llevaron en 1944 a ser nombrado presidente del Colegio de Agrónomos de Puerto Rico.
Comenzó a relacionarse con el cooperativismo al conocer al Padre Joseph Alexander McDonald en 1945. A raíz de la visita de McDonald, se creó la Comisión de Antigonish, presidida por Colón Torres, para estudiar el movimiento cooperativo de Canadá. Es en parte gracias a sus esfuerzos que se aprobó la Ley 291, Ley General de Cooperativas de 1946 y la Ley 10 de Cooperativas de Ahorro y Crédito. En 1947 dirigió la Administración de Programas Sociales de la Autoridad de Tierras y en 1949 fue nombrado Comisionado de Agricultura y Comercio de Puerto Rico. En 1952, fue designado como Secretario de Agricultura del Estado Libre Asociado, fungiendo este como el primer incumbente de este cargo en la isla hasta 1956. 
Desde 1956 hasta 1959 destacó como Director de la Administración de Fomento Cooperativo del Gobierno de Puerto Rico, convirtiéndose en el primer administrador de esta agencia, que se dedicó a promover el cooperativismo en la isla. Fue parte del equipo que creó el Programa de Educación Cooperativa, en el Departamento de Instrucción Pública y el Instituto del Cooperativismo. También se desempeñó como consultor y miembro de la Public Service Administration de Chicago (Illinois) para el Instituto de Reforma Agraria del Gobierno de Venezuela.
Desde 1951, Colón Torres fue director ejecutivo de la Liga de Cooperativas de Puerto Rico, puesto que ocupó hasta 1968. En 1963 le fue otorgado el grado de Honoris Causa en Leyes de la Universidad San Francisco Javier de Nueva Escocia (Canadá) por su contribución a la legislación cooperativista y al desarrollo de este campo en Puerto Rico.  En 1981 fue presidente de la Junta de Directores de la Cooperativa Agro-comercial de Puerto Rico, antes conocida como la Puerto Rico Tobacco Marketing Coop. 
Criticó el proceso de industrialización en la isla, y él mismo se desvinculó de las empresas sociales. Falleció el 3 de abril de 1999 a la edad de 88 años.